# リカルド・ボフィル

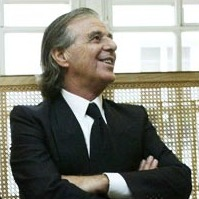
リカルド・ボフィル

リカルド・ボフィル（Ricardo Bofill Leví、1939年12月5日 - 2022年1月14日）は、スペイン・バルセロナ出身の建築家。日本ではリカルド・ボフィールの表記も見られる。

## 経歴
1939年にカタルーニャ地方のバルセロナに生まれる。バルセロナ建築高等技術学校（現在のカタルーニャ工科大学建築学部）およびスイスのジュネーヴ大学で学ぶ。フランコ独裁政権に抗してマルキストになり、一時投獄された経験をもつ。大学から追放されたが、ジュネーブで建築学を続けた。1962年、建築家やエンジニアばかりでなく、文筆家・数学者・写真家・哲学者・経済学者・社会学者と多彩な分野の人々がスタッフに加わるクリエール・タイエ・デ・アルキテクトゥーラ（Taller de Arquitectura）を設立。
1963年、バルセロナに戻った。世界各地に拠点を構え、文化施設や高層ビル、空港など1000件以上のプロジェクトを手がけた。2022年1月、新型コロナウイルス感染に伴う合併症のため82歳で死去した。

## 主な作品
| 名称                           | 年            | 所在地               | 国       | 備考                                                                     |
| ------------------------------ | ------------- | -------------------- | -------- | ------------------------------------------------------------------------ |
| ウォールデン7                  | 1970年-1975年 | バルセロナ           | スペイン |                                                                          |
| マルカ・ヒスパニカ公園         | 1974年-1976年 | ル・ペルテュ         | フランス |                                                                          |
| アンティゴーヌ                 | 1978年        | モンペリエ           | フランス |                                                                          |
| メリチェイの聖所               | 1974年-1978年 | カニーリョ教区       | アンドラ |                                                                          |
| ラ・マンサネラ                 | 1964年-1982年 | アリカンテ           | スペイン | シャナドゥ、ラ・ムライヤロハ、エル・アンフィテアトロからなる複合リゾート |
| アブラクサス館                 | 1982年        | ノワジー＝ル＝グラン | フランス |                                                                          |
| 国立モスク                     | 1982年        | バグダッド           | イラク   |                                                                          |
| バルセロナ＝エル・プラット空港 | 1992年        | バルセロナ           | スペイン |                                                                          |
| ユナイテッドアローズ原宿本店   | 1992年        | 東京都渋谷区         | 日本     |                                                                          |
| マドリッド市議会               | 1993年        | マドリード           | スペイン |                                                                          |
| 国立カタルーニャ劇場           | 1997年        | バルセロナ           | スペイン |                                                                          |
| カサブランカ・ツインセンター   | 1999年        | カサブランカ         | モロッコ |                                                                          |
| 明治安田生命青山パラシオ       | 1999年        | 東京都港区           | 日本     |                                                                          |
| 東京銀座資生堂ビル             | 2001年        | 東京都中央区         | 日本     | 2002年度グッドデザイン賞受賞。                                           |
| ラゾーナ川崎プラザ             | 2006年        | 神奈川県川崎市       | 日本     |                                                                          |

## ギャラリー

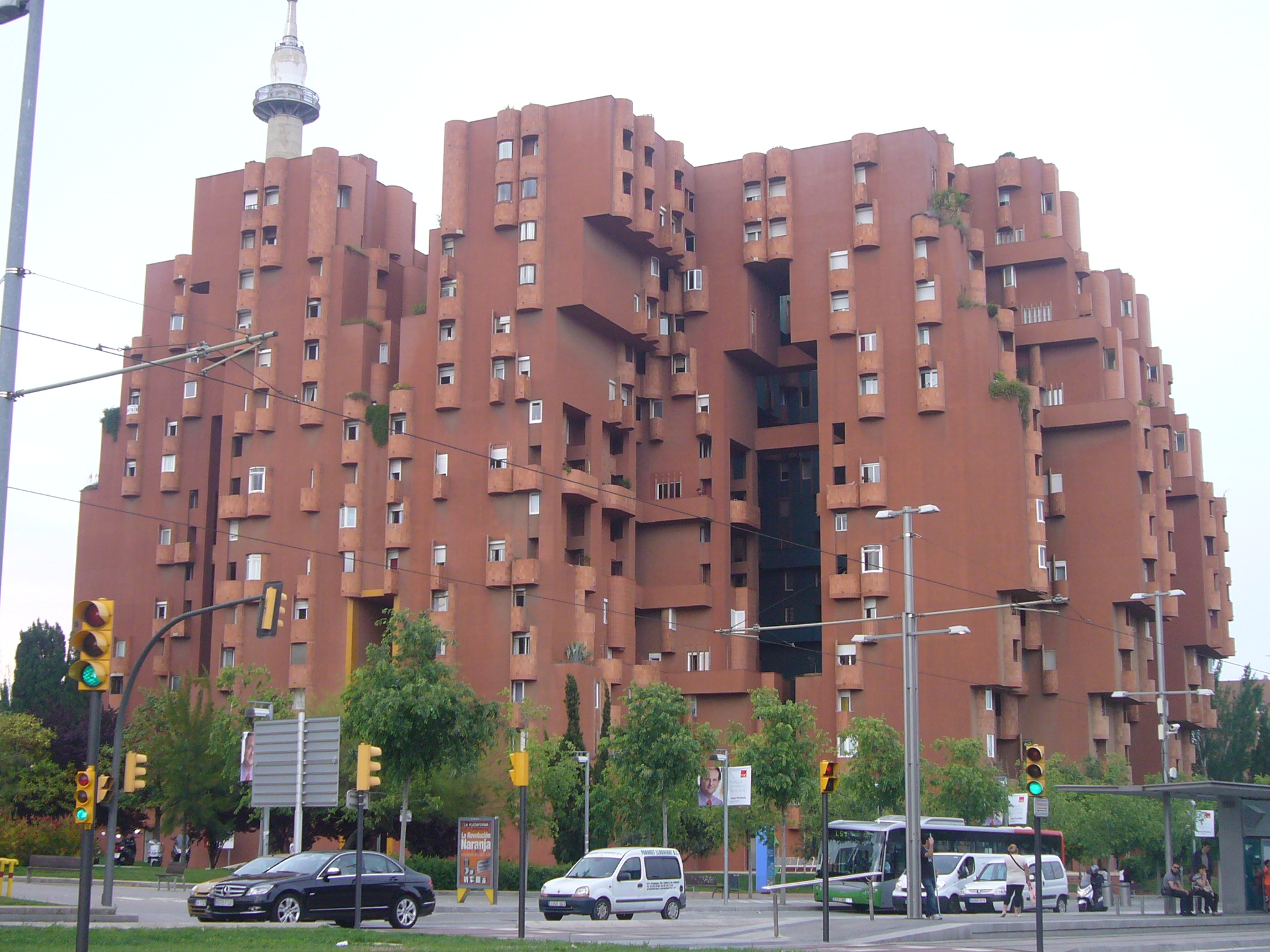
スペイン、バルセロナ、ウォールデン7
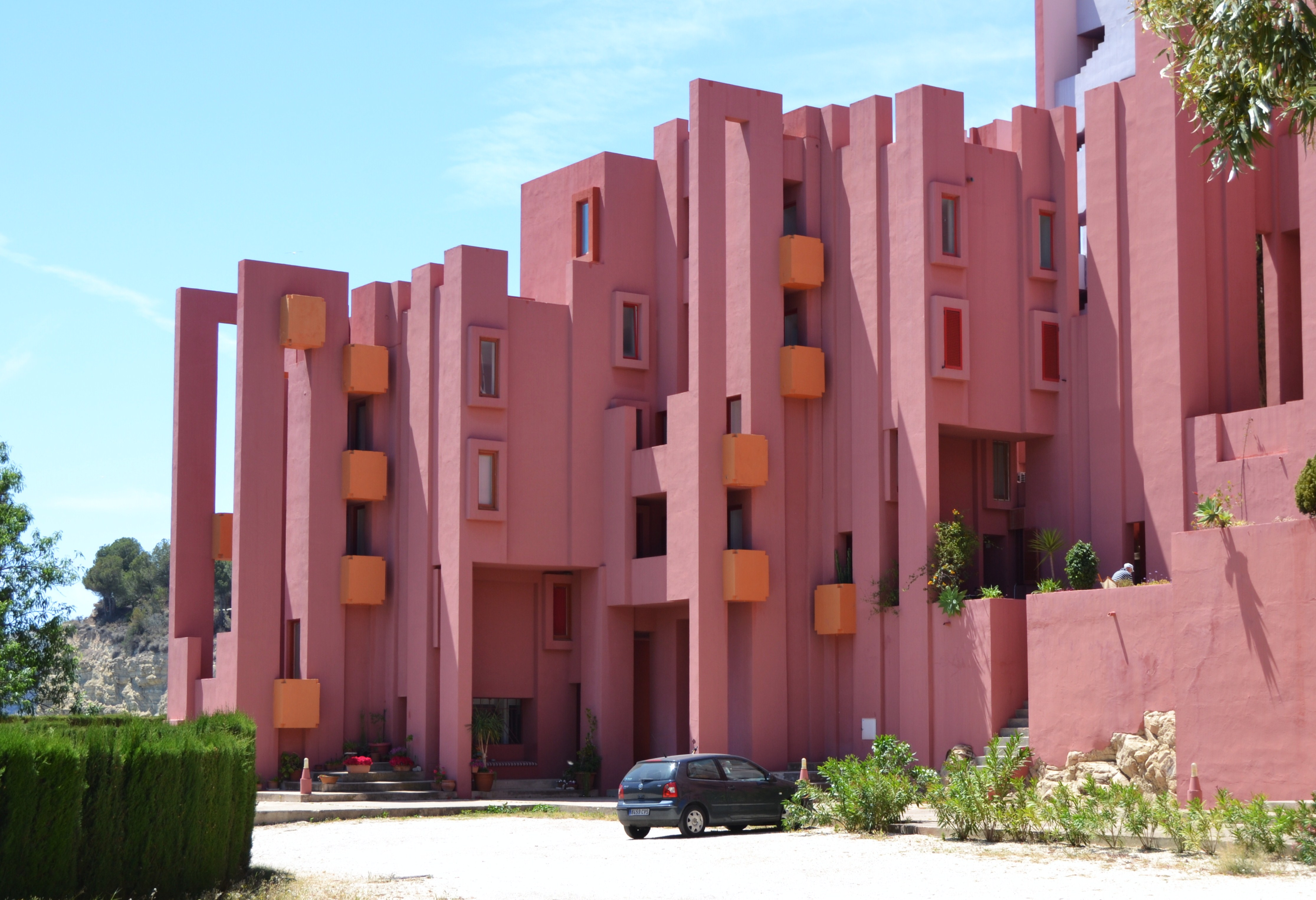
スペイン、アリカンテ、ラ・ムライヤロハ
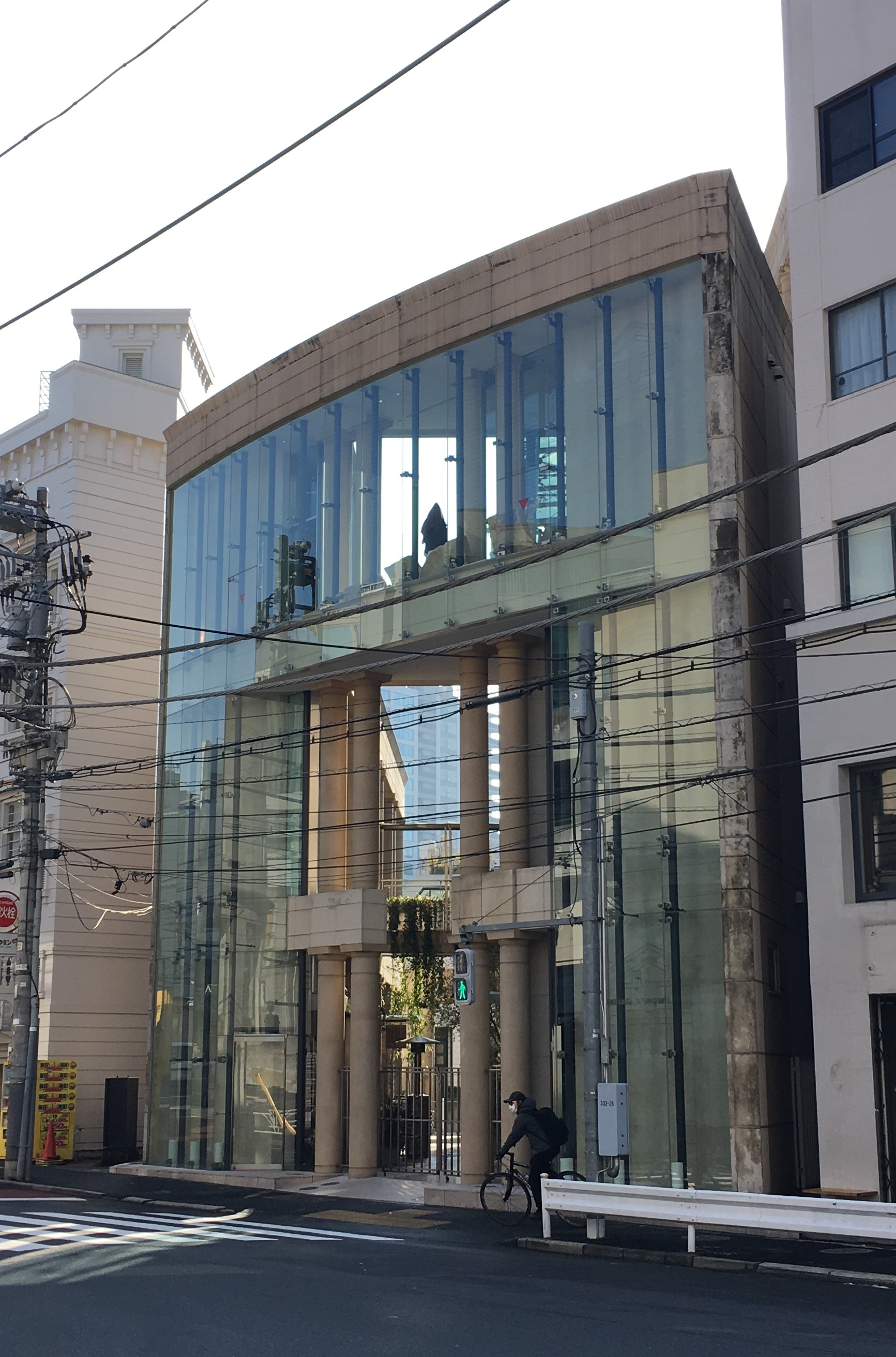
東京都渋谷区、ユナイテッドアローズ原宿本店
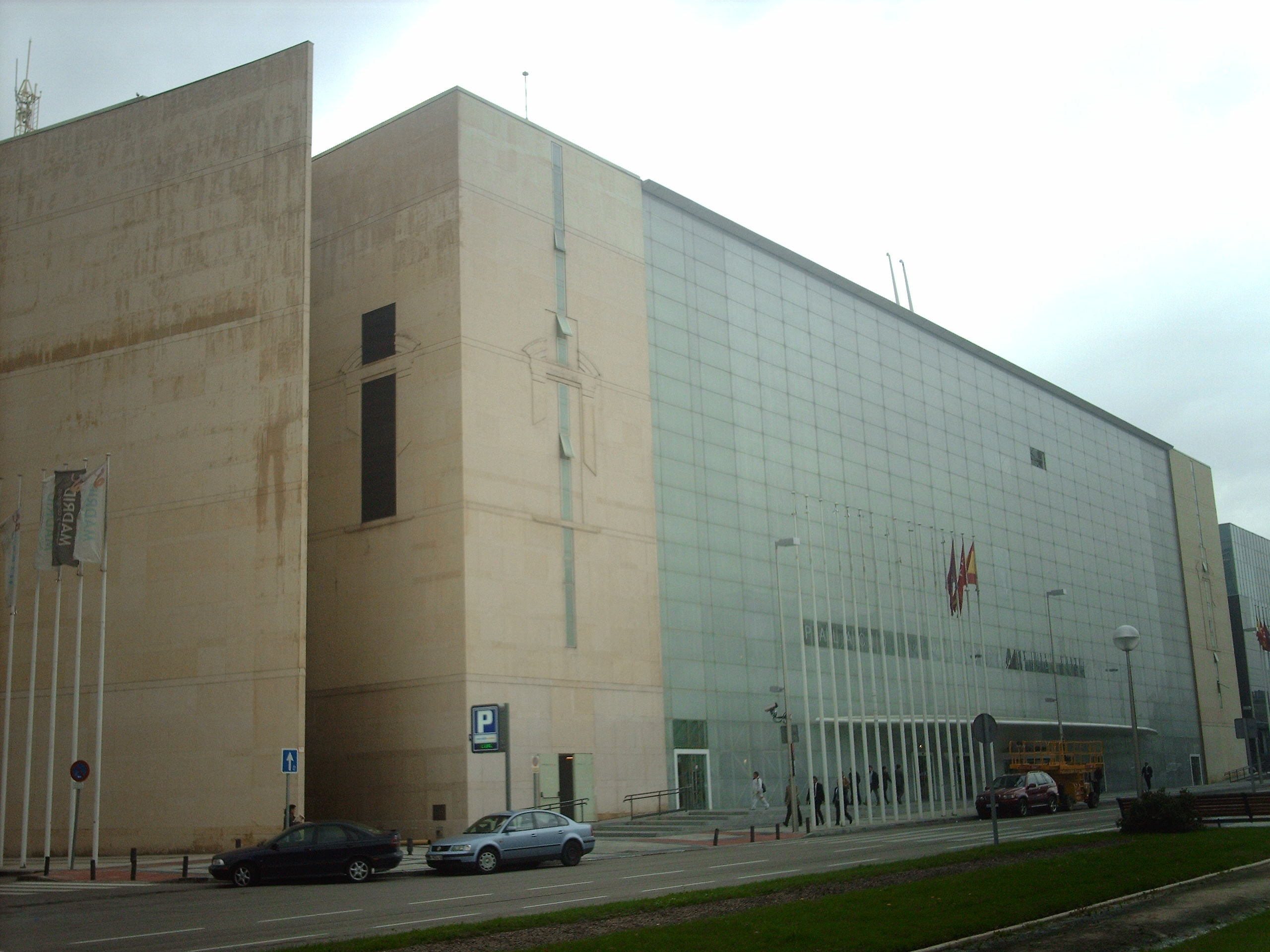
スペイン、マドリッド、マドリッド市議会
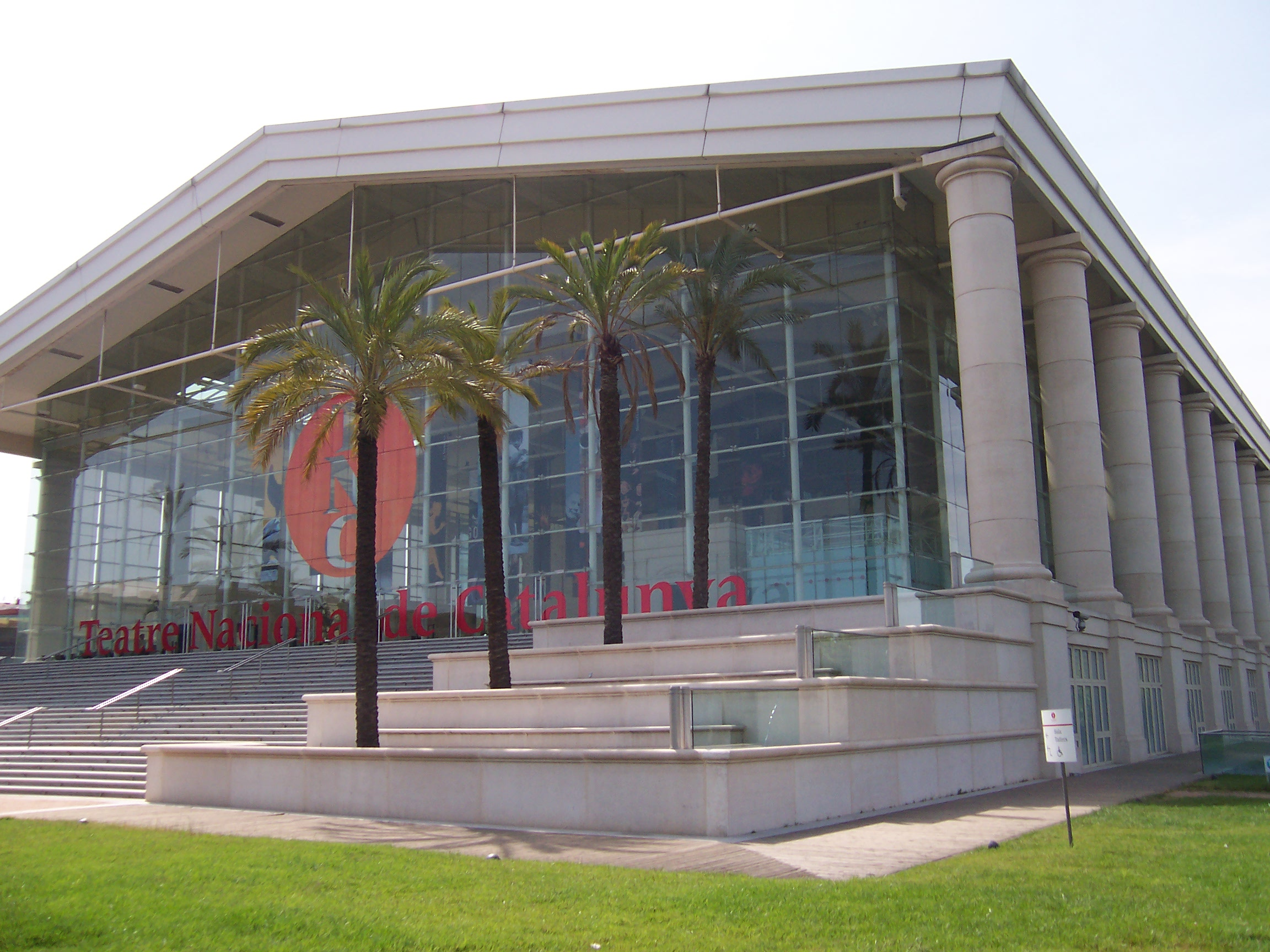
スペイン、バルセロナ、国立カタルーニャ劇場
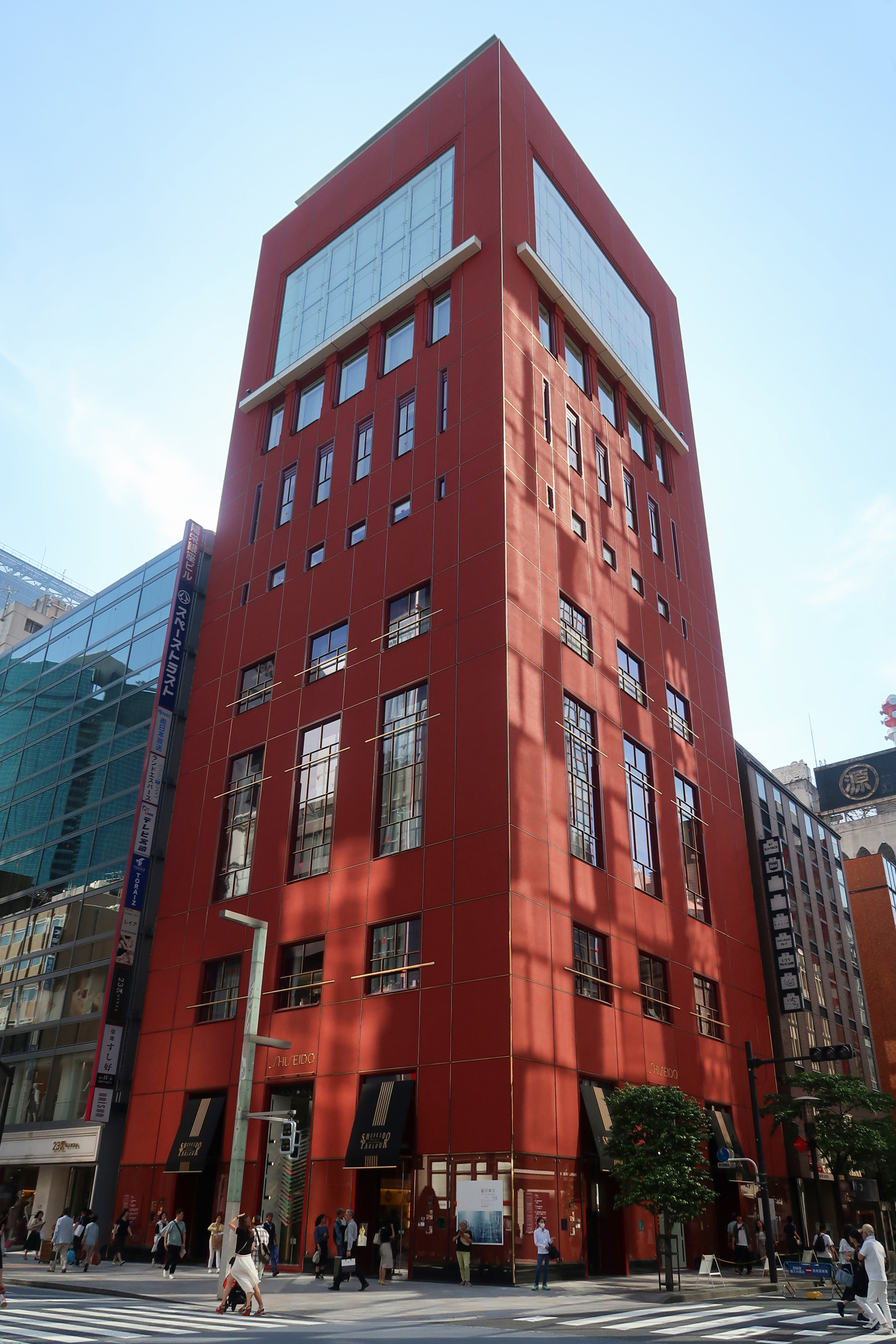
東京都中央区銀座、東京銀座資生堂ビル
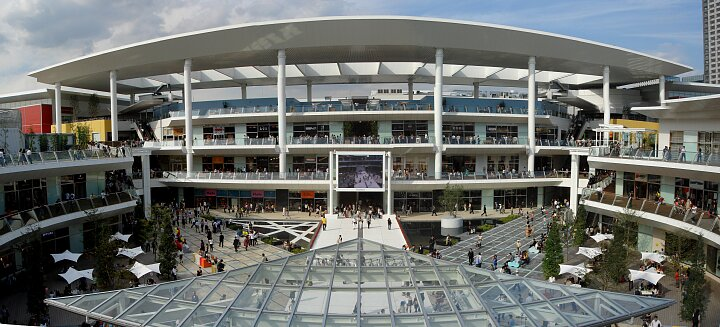
神奈川県川崎市、ラゾーナ川崎プラザ

## 訳書
- 『リカルド・ボフィール　建築を語る』（石上申八郎訳、鹿島出版会、1987年）
- 『空間を生きる』（太田泰人訳、「SDライブラリー」鹿島出版会、1996年）